# Kabyles hadra
Les Kabyles hadra ou Kabyles el hadra (en arabe algérien : قبايل الحضرة, Qbayel el-Ḥaḍra) sont l'ensemble des montagnards arabophones du Nord-Constantinois parlant un dialecte arabe sédentaire. Les Kabyles hadra d'origine berbère Sanhadja et Kutama se sont par la suite arabisés,.
On les retrouve donc dans la totalité de la wilaya de Jijel, le nord de la wilaya de Mila et l'ouest de la wilaya de Skikda (Collo).

## Origine du nom
L'expression était à l'origine le nom donné aux montagnards berbères arabisés du Nord-Constantinois et ayant abandonné la vie de montagne pour aller s'installer dans les plaines et dans les cités. Ce nom a ensuite été élargi à l'ensemble des tribus arabophones de la région.
Dans la tradition locale, le nom par lequel on désignait les tribus arabophones du Nord-Constantinois semble avoir été Qabail El Had'ra par opposition aux  Qabail En-nighass ou Qabail, tribus berbérophones de Kabylie. Cet usage du terme qbayl pour nommer les montagnards est une particularité algérienne ancienne : les « Kabyles » n'étaient pas alors les seuls habitants du Djurdjura.
Philippe Marçais, à la suite de Slane et donc d'Ibn Khaldoun, explique : 
« L'emploi du pluriel arabe qabā’il (...) est fort ancien. Il remonte aux quatre premiers siècles qui suivirent la conquête musulmane de la Berbérie. Les arabes se confinaient alors aux villes[...]. À vivre en « qbaïl », en tribus sédentaires ou nomades, dans les montagnes, dans les plaines, dans les steppes, il n'y avait alors que des Berbères. Pour la première fois, l'invasion du XIe siècle « implanta » des tribus arabes dans le pays (...). » [Dans le plat-pays, explique-t-il plus loin, les deux populations fusionnèrent], (...), les montagnards sédentaires continuèrent leur existence de planteurs d'arbres et de modestes laboureurs. Ils restèrent des  qbaïl. ».
Hadra viendrait du mot arabe hadara qui veut dire civilisation ou urbanité ; il aurait été aussi utilisé pour désigner les Arabes qui demeurent dans les villes du Maghreb et qui sont appelés Hadara c'est-à-dire courtisans (urbanisés).

## Société

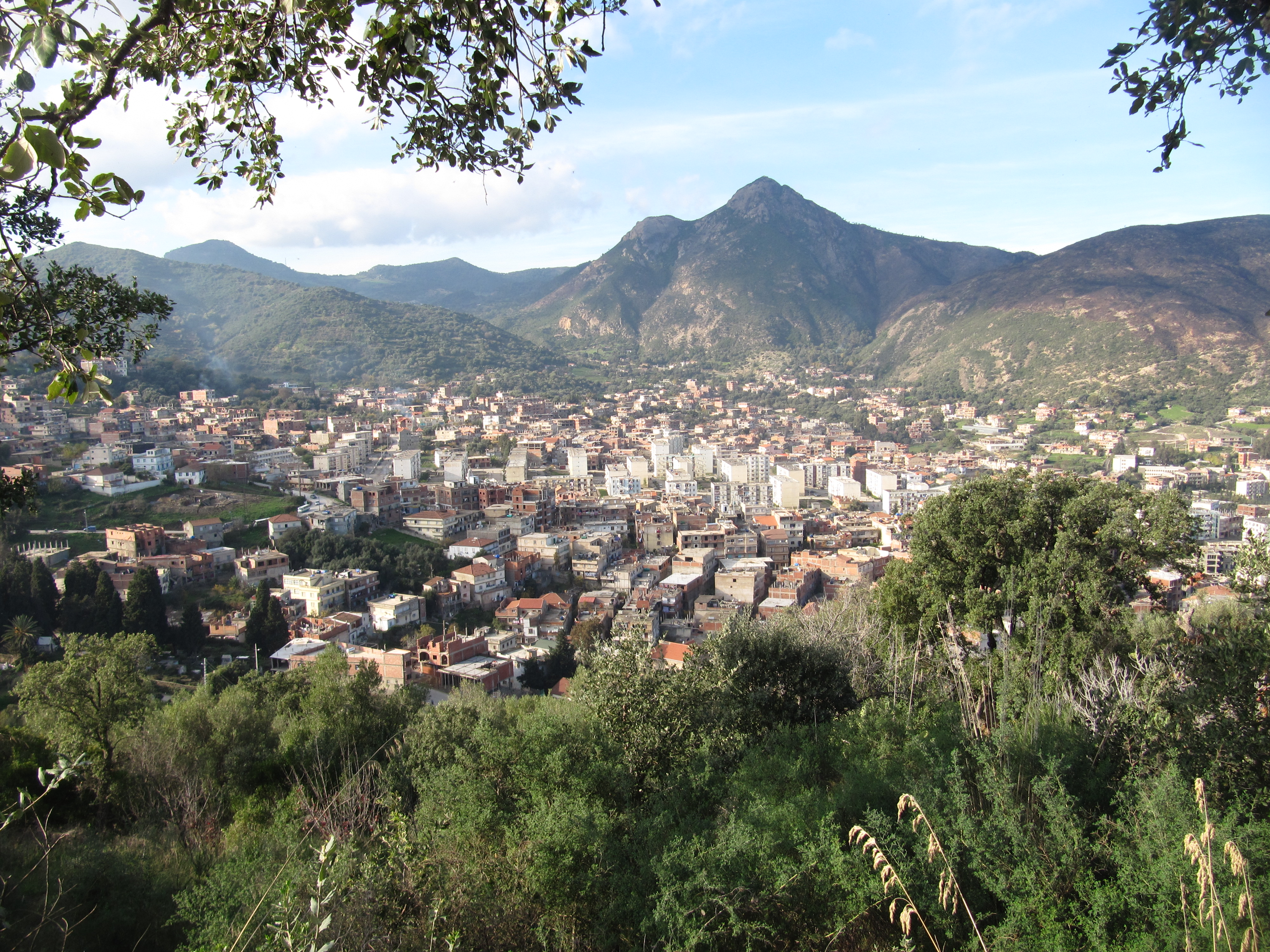
Vue sur la ville de Collo, et du massif de Collo, en arrière-plan.

Les Kabyles hadra  sont d'origine cosmopolite, issus de diverses tribus Berbères comme les Kutama, les Sanhadja, les Zénètes, qui se sont par la suite arabisés.
La région a connu une précoce arabisation, aux nombreuses formes berbères qu'on définit de « préhilalienne », à l'instar du parler des Trara et celui des Jbala; dont l'arabisation survient avant l’installation des tribus arabes, elle est le résultat d'un rapport entre la Méditerranée, les chaînes littorales et les grandes cités islamiques intérieures : entre Constantine et les ports de Jijel et Collo pour la petite Kabylie, qui a conduit à l'arabisation des paysans berbères. Ces sociétés de montagne, offrent un trait singulier : la densité du scripturaire, la prédominance de l'arboriculture et une activité artisanale qui fit leur réputation.
À la suite de l'indépendance de l'Algérie en 1962 et à la disparition des structures tribales au profit d'un État souverain, le pseudonyme de Kabyle hadra n'est désormais plus d'usage courant, ces derniers ne se définissant que rarement ainsi ; il est davantage perçu comme faisant partie de la culture de la région.
Lors de la conquête française, les Kabyles Hadra utilisaient la langue arabe, et habitaient principalement en clairière.